# Issa Amro

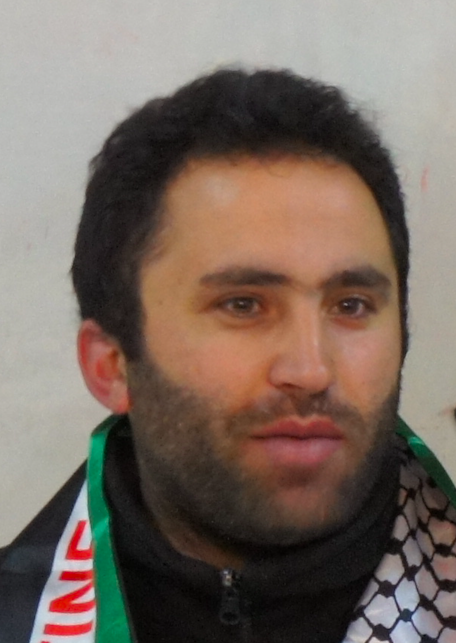
Amro in 2012

Issa Amro (Hebron, 13 april 1980) is een Palestijnse mensenrechtenactivist. Hij woont in Hebron.
In 2003 leidde hij als student met succes een groep studenten om de Palestijnse Polytechnische Universiteit te heropenen, nadat die door het Israëlisch defensieleger (IDF) was gesloten. Na zijn studie als ingenieur wijdde hij zich aan de verdediging van mensenrechten en sloot zich aan bij B'Tselem. In zijn tijd bij B'Tselem begon hij in 2006 het Camera Distributie Project. Het doel daarvan was om 20.000 camera's te distributeren aan families in Hebron, zodat zij het geweld van de Israëlische kolonisten en soldaten tegen hen kunnen vastleggen. 
Issa Amro geeft regelmatig rondleidingen aan groepen uit de hele wereld om de realiteit van leven onder militaire bezetting te laten zien. Daarbij zijn zowel hijzelf als de bezoekers vaak doelwit van intimidatie door kolonisten en soldaten. 

## Youth against Settlements
In 2007 richtte hij de beweging 'Youth against Settlements' (YAS) op, een geweldloze basisbeweging tegen Israëls militaire bezetting en hun optreden op de Westelijke Jordaanoever, met name in zijn woonplaats Hebron. Binnen gesloten Palestijnse wijken wonen enkele honderden vijandelijke kolonisten van wie velen gewapend zijn. Zij worden bewaakt en beschermd door het Israëlische leger. De bewegingsvrijheid van Palestijnen wordt steeds verder beperkt. Tegen het kolonistengeweld jegens Palestijnen wordt door de militairen niet opgetreden.
Elk jaar organiseert YAS een activiteiten week met een oproep om de belangrijkste voormalige winkelstraat van Hebron, de Shuhadastraat, te heropenen. Die was door het Israëlische leger in 1994 gesloten nadat er een bloedbad in de Ibrahimi moskee was aangericht.
In 2019 nam YAS de Temporary International Presence in Hebron (TIPH) over toen de internationaal in Hebron aanwezige waarnemersgroep van de VN na 20 jaar door Israël gestopt werd, en begeleiden YAS-vrijwilligers sindsdien Palestijnse kinderen naar school om hen te beschermen tegen aanvallen van kolonisten.
Amro blijft zich inzetten voor YAS. De groep heeft intussen het Karamati Women's Center, geopend om vrouwen krachtiger te maken door middel van programma's over leiderschap en educatie. Ook wil hij nog een jongerencentrum openen en een bioscoop in Hebron.  

## Bedreigd, aangevallen, gearresteerd, gedetineerd, bespied
Issa Amro wordt constant bedreigd en gewelddadig aangevallen door kolonisten uit de Israëlische nederzettingen, gearresteerd en gemarteld door het Israëlische leger (IDF), maar krijgt soms ook tegenwerking van de Palestijnse Autoriteit vanwege zijn uitgesproken standpunt over de noodzaak van hervormingen en democratie binnen het Palestijnse leiderschap. 
Intussen krijgt hij internationale erkenning voor zijn niet-aflatende toewijding aan het werken voor vrede en heeft daarvoor diverse prijzen en onderscheidingen ontvangen.
Tijdens een bezoek van een Amerikaanse delegatie aan Ramallah in mei 2021 had Issa Amro een ontmoeting met Antony Blinken. In dat gesprek zei hij tegen Blinken dat er niets zou veranderen als de Verenigde Staten niet zouden stoppen met wapenleveranties aan Israël en Israël niet ter verantwoording zouden roepen.
In januari 2021 werd Issa Amro door de Israëlische militaire Ofer-rechtbank schuldig verklaard op grond van zes van in totaal 18 aanklachten. Een daarvan was van een kolonist die beweerde dat Amro zijn camera had gebroken. Dat was echter op een datum waarop Amro gevangen zat.
De zes aanklachten hadden te maken met zijn geweldloze activiteiten in Hebron, en wel: drie beschuldigingen van protesteren zonder vergunning, twee van belemmeren van een Israëlische soldaat en één van het aanvallen van een kolonist. Deze aanklachten waren gerelateerd aan:
1.Deelname aan de vreedzame 'Open Shuhadastraat' demonstratie in 2016 (nl. deelname aan een mars zonder vergunning en belemmeren van een soldaat)
2.Deelname in 2013 aan een geweldloze 'I have a Dream' demonstratie waarin deelnemers maskers droegen van Obama en Martin Luther King (nl. deelname aan een mars zonder vergunning en belemmeren van een soldaat)
3.Een vreedzaam'sit-in' protest in 2012,oproepend tot het heropenen van het oude gemeentehuis van Hebron (nl. belemmeren)
4.Een 'aanval door iemand weg te duwen', wat te maken had met een reeds afgesloten zaak in 2010. Amro zei dat de soldaat die de claim had ingediend feitelijk hém aanviel, maar dat zijn klacht tegen de soldaat nooit omgezet was in straf voor de soldaat.
De hoorzitting werd bijgewoond door vertegenwoordigers van de Britse, Europese, EU en Canadese consulaten. Na afloop zei Amro onder meer:  "I think they want to send a lesson and use me to scare other human rights defenders, and tell Palestinians that we can’t even use non-violent resistance against the occupation."
In februari 2023 werd Issa Amro, als gids tijdens een rondwandeling in Hebron, aangevallen door een Israëlische soldaat, die Amro bij de nek greep, op de grond duwde en schopte. Daarvan waren onder anderen kunstenares en fotografe Barbara Debeuckelaere en de Amerikaanse journalist en schrijver Lawrence Wright getuige. Debeuckelaere maakte een video van het incident.
Op 7 Oktober 2023 werd Amro door Israëlische militairen gevangen genomen en gemarteld, ondanks dat hij altijd een uitgesproken criticus van Hamas is geweest en geen banden heeft met de groep.
Issa Amro heeft geen privacy, de Israëlische autoriteiten weten alles over zijn leven. Er zijn overal in en rond zijn huis camera's opgehangen zoals 'The Red Wolf', een systeem van CCTV camera's en computers om Palestijnen te volgen. Ze worden niet gebruikt om geweld van kolonisten tegen Palestijnen vast te leggen maar dienen uitsluitend om gebruikt te worden tegen Palestijnen. Het is niet bekend wat ermee gedaan wordt. Bij het belangrijkste checkpoint in Hebron is 'Smart Shooter' geïnstalleerd - door een privaat bedrijf - allereerst om te intimideren en dan gebruikt te worden als simulatieobject.

### Aangevallen na documentaire
In 2025 verscheen op BBC Two een nieuwe documentaire van Louis Theroux: "The Settlers". Daarin waren opnames in Hebron, waarin Issa Amro te zien was. Kort na de uitzending werd Amro aangevallen door zowel het IDF als door kolonisten. Soldaten vielen zonder huiszoekingsbevel  zijn huis binnen en doorzochten het. Vervolgens werd hij, evenals een vriend van hem, fysiek aangevallen door kolonisten die bij hem huis hielden en schade aanrichtten aan zijn bezittingen. Ondanks deze gebeurtenissen houdt Amro vol dat hij geen spijt heeft van zijn deelname aan de documentaire: "Het is een verhaal dat verteld moét worden". 

## Erkenning en prijzen
In december 2024 ontving hij de Frans-Duitse prijs voor 'Mensenrechten en de Rule of law', samen met de Israëlische Mazoz Inon. Aan Issa Amro werd deze prijs op straat uitgereikt buiten een checkpoint van het IDF “for their steadfast nonviolent resistance to Israel’s illegal occupation, promoting Palestinian civic action through peaceful means.”
In maart 2025 werd Issa Amro samen met Jeff Halper door het Israeli Committee Against House Demolitions (ICAHD) USA en het Indiana Centre for Middle East Peace genomineerd voor de Nobelprijs voor de Vrede